# تانیا ریچرت
تانیا ریچرت (انگلیسی: Tanja Reichert؛ زادهٔ ۱۹ سپتامبر ۱۹۷۶) یک هنرپیشه اهل کانادا است.
از فیلم‌ها یا برنامه‌های تلویزیونی که وی در آن نقش داشته است می‌توان به شکارچی حرفه‌ای اشاره کرد.